# Yaro
Yaro är en ort i Burkina Faso.   Den ligger i regionen Centre-Sud, i den centrala delen av landet, 130 km söder om huvudstaden Ouagadougou. Yaro ligger 301 meter över havet och antalet invånare är 1 573.
Terrängen runt Yaro är platt, och sluttar norrut. Närmaste större samhälle är Pô, 10,7 km sydost om Yaro.
Omgivningarna runt Yaro är en mosaik av jordbruksmark och naturlig växtlighet. Runt Yaro är det ganska glesbefolkat, med 32 invånare per kvadratkilometer.